# Gustav Meinertz
Bernhard Friedrich Gustav Meinertz (* 21. August 1873 in Berlin; † 11. September 1959 in Köln) war katholischer Priester in Köln.

## Leben
Gustav Meinertz, aus einer Berliner Kaufmannsfamilie stammend, wuchs in Aachen auf. Nach seinem Philosophie und Theologiestudium am Collegium Albertinum in Bonn empfing er 1897 die Priesterweihe im Kölner Dom. Er wurde 1907 Pfarrer in Urbach und 1916 in Kalk. Von 1922 bis 1931 war er Pfarrer von St. Severin in Köln.
1931 wurde er Diözesandirektor des Päpstlichen Werkes der Glaubensverbreitung und des Franziskus-Xaverius-Vereins im Erzbistum Köln. 1935 wurde Meinertz Diözesandirektor des Opus Sancti Petri zur Förderung des einheimischen Klerus. 1935 wurde er von Karl Joseph Kardinal Schulte zum Generalsekretär des Deutschen Vereins vom Heiligen Lande ernannt. Dieses Amt übte er bis April 1959 aus. Er wurde zum Päpstlichen Hausprälaten ernannt. 
Gustav Meinertz wurde 1935 in den Ritterordens vom Heiligen Grab zu Jerusalem investiert und hatte zuletzt den Rang eines Großkreuzritters inne. Er war von 1936 bis 1959 Kanzler der deutschen Statthalterei. Er war Gründungsredakteur der ersten Ausgabe der Ordenszeitschrift „Deus Lo Vult“ im Mai 1953. 
Er verfasste mehrere Bücher und Artikel über Palästina. 
Meinertz verstarb im Alter von 86 Jahren in seiner Kölner Wohnung. Er wurde in der Grabstätte des Deutschen Vereins vom Heiligen Lande auf dem Kölner Melaten-Friedhof beigesetzt. 

## Die Rettung der Tora
Während des Novemberpogroms 1938 und unter Anwesenheit von hunderter SA-Leute rettete Gustav Meinertz in Köln die aus dem Jahre 1902 stammende Torarolle aus der brennenden Synagoge in der Glockengasse. Als Motiv für diese Tat gab er an: „Hier wird nicht nur die Bibel der Juden zerstört, sondern auch die Bibel der Christen. Es ist die gleiche, nämlich das Alte Testament.“ Er versteckte die Schrift in seinem Haus. Nach dem Ende des Zweiten Weltkrieges übergab der Priester die Tora der wiedergegründeten Kölner Synagogengemeinde.
Da die Rolle Beschädigungen durch das Feuer aufwies, konnte sie für den Gottesdienst nicht mehr benutzt werden. In der Synagoge an der Roonstraße fand sie einen Ehrenplatz in einer Vitrine im Eingangsbereich und wurde bei Führungen gezeigt. Nach dem Besuch von Papst Benedikt XVI. in Köln anlässlich des Weltjugendtages 2005, als er auch die Kölner Synagoge besuchte, entstand die Idee, die Rolle in Jerusalem zu restaurieren. Das Erzbistum Köln übernahm die Kosten. Die Restaurierung führten die Rabbiner Jitzchak Steiner und Jitzchak Goldstein vom Institut Machon Ot durch. Am 9. November 2007 wurden in einer Gedenkveranstaltung im Beisein der Präsidentin des  Zentralrates der Juden in Deutschland, Charlotte Knobloch, den beiden Oberrabbinern von Israel, Schlomo Amar und Jona Metzger, dem Kölner Erzbischof Kardinal Joachim Meisner und dem Ministerpräsidenten von Nordrhein-Westfalen, Jürgen Rüttgers, in der Rolle die letzten Worte „vor den Augen des Volkes Israel“ niedergeschrieben. Die Torarolle kann nun wieder in der Liturgie benutzt werden.

## Ehrungen und Auszeichnungen
- Ernennung zum Monsignore durch Papst Pius XII. (1941)[4]
- Ernennung zum Komtur des Ritterordens vom Heiligen Grab zu Jerusalem (1950)[4]
- Ernennung zum Päpstliche Ehrenprälaten durch Papst Pius XII. (1951)[4]
- Ernennung zum Komtur mit Stern des Ritterordens vom Heiligen Grab zu Jerusalem (1958)[5]
- Ernennung zum Großkreuzritter des Ritterordens vom Heiligen Grab zu Jerusalem (1959)[4]
- Ernennung zum Ehrenkanzler des Ritterordens vom Heiligen Grab zu Jerusalem (1959)[4]

## Schriften
- Im Lande des Herrn: Ein Palästinabüchlein. Donauwörth 1939.
- mit Valmar Cramer: Das Heilige Land in Vergangenheit und Gegenwart. Gesammelte Beiträge und Berichte zur Palästinaforschung. Erster Band. Palästinaheft Nr. 17–20, Köln 1939.